# Kelley Racing
Kelley Racing var ett amerikanskt racingteam som deltog i IndyCar Series mellan 1998 och 2004.

## Historia
Kelley Racing grundades av bilhandlaren Tom Kelley, som baserade teamet i Indianapolis, Indiana. Scott Sharp blev stallets huvudsaklige förare, och han körde för Kelley under alla dess sju säsonger, och tog sju segrar i IRL (Indy Racing League) körande för Kelley. Under 2002 och 2003 körde legenden Al Unser Jr. för Kelley, och även han vann en tävling för teamet, vilket även Mark Dismore gjorde på väg mot en tredjeplats totalt 1999. Sharp tog pole position för Indianapolis 500 2001 för Kelley, men han kraschade i första kurvan på det första varvet. Kelley kom trots sina framgångar aldrig att vinna vare sig Indy 500 eller IndyCar Series sammanlagt, och när stallet halkade efter de team som kommit från CART till IndyCar i början av 2000-talet valde Sharp att lämna, vilket gjorde att även hans huvudsponsor Delphi flyttade, varpå Kelley lade ned teamet. Det som blev över togs om hand av Indianapolis Motor Speedways dåvarande president Tony George, som bildade Vision Racing.